# Moengotapoe
Moengotapoe – miasto oraz okręg (ressorten) w dystrykcie Marowijne, w Surinamie. Według danych na rok 2012 miasto zamieszkiwało 579 osób, a gęstość zaludnienia wyniosła 1,2 os./km²

## Demografia
Ludność historyczna:
| Rok                           | 2004  | 2012  |
| ----------------------------- | ----- | ----- |
| Ludność                       | 427   | 579   |
| Gęstość zaludnienia os./km²   | 0,9   | 1,2   |
| Roczna zmiana liczby ludności | +3,9% | +3,9% |

## Klimat
Klimat jest tropikalny. Średnia temperatura wynosi 22°C. Najcieplejszym miesiącem jest październik (24°C), a najzimniejszym miesiącem jest luty (21°C). Suma opadów rocznych wynosi 2880 milimetrów. Najbardziej wilgotnym miesiącem jest maj (441 milimetrów), a najbardziej suchym miesiącem jest październik (77 milimetrów).